# ヘーローンダース
ヘーローンダース（またはヘロンダス, Herondasor Heroidas, ギリシャ語： Ἡρώδας, Herodas, ヘーローダース）はヘレニズム期（紀元前3世紀）の古代ギリシアの詩人。おそらくコス島の出身。擬曲（ミモース、ミモス、Mimiamboi, μιμίαμβοι）の作者。ヘーローンダースの擬曲は長らく失われていたが、1899年にそのうちの８篇がエジプトのパピルスから発見された。見つかった擬曲は、売春宿の主人や奴隷といった下層階級の人々の日常生活が描かれている。

## 読書案内
- ヘーローンダース 擬曲（高津春繁訳、岩波文庫）